# Bîc, Chișinău
Bîc este un sat din componența comunei Bubuieci din sectorul Ciocana, municipiul Chișinău, Republica Moldova.

## Demografie

### Structura etnică
Structura etnică a localității conform recensământului populației din 2004:
| Grup etnic                                               | Populație | % Procentaj  |
| -------------------------------------------------------- | --------- | ------------ |
| Băștinași declarați Moldoveni Băștinași declarați Români | 1038 4    | 96,65% 0,37% |
| Ruși                                                     | 16        | 1,49%        |
| Ucraineni                                                | 11        | 1,02%        |
| Găgăuzi                                                  | 4         | 0,37%        |
| Alții                                                    | 1         | 0,09%        |
| Total                                                    | 1074      |              |